# Lista över naturreservat i Kalmar län
Lista över naturreservat och nationalparker i Kalmar län är en lista över naturreservat och nationalparker i Kalmar län enligt vad som gällde 2023.

## Borgholms kommun
- Borga hage
- Byrums raukar
- Böda backar
- Böda prästgård (naturreservat)
- Bödakustens västra
- Bödakustens östra
- Djurstadträsk
- Dyestad (naturreservat)
- Getterum (naturreservat)
- Hagelstad (naturreservat)
- Halltorps hage
- Hjälmstad sjömarker
- Horns kungsgård (naturreservat)
- Högenäs orde
- Idegransreservatet
- Isgärde kustlövskogs naturreservat
- Ismantorp (naturreservat)
- Karum (naturreservat)
- Karås (naturreservat)
- Knisa lövskog
- Knisa mosse
- Lilla Horns löväng
- Lindreservatet, Borgholms kommun
- Marsjö sjömarker
- Mossberga-Vipetorp
- Neptuni åkrar
- Petgärdeträsk
- Rälla-Ekerum
- Rönnerum-Abbantorp
- Sjöstorp (naturreservat)
- Skeppersäng
- Strandskogen (naturreservat)
- Strandtorp (naturreservat)
- Södra Greda löväng
- Södviks sjömarker
- Tomteby (naturreservat)
- Trollskogen
- Vanserum-Bäck
- Vargeslätten
- Västra Sörby
- Västra äng
- Östra Vässbys sjömarker

## Emmaboda kommun
- Ekensberg (naturreservat)
- Huvudhultakvarn (naturreservat)
- Lidahult (naturreservat)

## Hultsfreds kommun
- Alkärret, Hultsfreds kommun
- Björnnäset
- Försjöns kalkbarrskogs naturreservat
- Grönudde
- Hulingsryd (naturreservat)
- Knästorp (naturreservat)
- Kraskögle (naturreservat)
- Lunden, Hultsfreds kommun (naturreservat)
- Länsmansgårdsängen
- Pauliströmsåns nedre dalgång
- Slagdala
- Stensryd (naturreservat)
- Sällevadsåns dalgång (Kalmar län)

## Högsby kommun
- Aboda klint
- Allgunnens naturreservat
- Berga (naturreservat)
- Bokhultet (naturreservat)
- Danmarksvägen (naturreservat)
- Flasgölerum (naturreservat)
- Getebro (naturreservat)
- Gryssebo (naturreservat)
- Kyllen (naturreservat)
- Ledegöl (naturreservat)
- Lixhultsbrännan
- Nya Rumshorvavägen (naturreservat)
- Rudalund
- Stenbergsmo
- Åsebo (naturreservat)

## Kalmar kommun
- Björnö naturreservat
- Bokenäs naturreservat
- Fröstorps naturreservat
- Horsö-Värsnäs
- Lindö naturreservat
- Prästgårdsängens naturreservat
- Svinö naturreservat
- Vinterbo naturreservat
- Värnaby naturreservat
- Värnanäs naturreservat
- Värnanäs skärgårds naturreservat

## Mönsterås kommun
- Bankeberg (naturreservat)
- Emsfors-Karlshammar
- Finsjöbrännans naturreservat
- Kungsholmen, Mönsterås kommun
- Lövö, Mönsterås kommun
- Sandbäckshults naturreservat
- Vållö
- Åby (naturreservat)

## Mörbylånga kommun
- Albrunna alvar
- Albrunna lund
- Alvlösa (naturreservat)
- Arontorp (naturreservat)
- Beijershamn
- Bjärby alvar
- Dalby lund
- Degerrörsbacken
- Dröstorp
- Frösslunda sjömark
- Gammalsby sjömarker
- Gillsättra (naturreservat)
- Gynge
- Gårdby alvar
- Gårdby sandhed
- Gösslunda (naturreservat)
- Hammarby-Smedby alvar
- Holmetorp (naturreservat)
- Hulterstads alvar
- Hönstorp (naturreservat)
- Hönstorps hässle naturreservat
- Isgärde kustlövskogs naturreservat
- Isgärde
- Jordtorpsåsen
- Kalkstad (naturreservat)
- Karlevi Södra
- Klinta-Stora Smedby alvar
- Konungsbacken
- Kvinnsgröta alvar
- Lenstad (naturreservat)
- Lilla Dalby
- Lilla Vickleby
- Lilla Vickleby lund
- Långrälla-Borg
- Mellstaby alvar
- Mysinge alvar
- Möckleby-Gårdstorp alvar
- Ottenby (naturreservat)
- Ottenby rev
- Parteby alvar
- Ryd (naturreservat)
- Rösselkärret
- Skogsby lund
- Solberga alvar
- Stora Vickleby
- Stormarens naturreservat
- Strandhagens naturreservat, Mörbylånga kommun
- Vickleby ädellövskog
- Västerstads almlund
- Åby sandbackar
- Övetorp (naturreservat)

## Nybro kommun
- Allgunnens naturreservat
- Bjällingsmåla (naturreservat)
- Fjelebo (naturreservat)
- Grytsjön (naturreservat)
- Rismåla (naturreservat)
- Smedjevik (naturreservat)
- Svartbäcksmåla
- Toresbo (naturreservat)
- Vackerslät (naturreservat)
- Vikroken (naturreservat)

## Oskarshamns kommun
- Blomsfors (naturreservat)
- Bockemålen (naturreservat)
- Emsfors-Karlshammar
- Fagereke (naturreservat)
- Figeholm (naturreservat)
- Furön
- Fårhagsberget
- Hammarsebo brandfält
- Hulteglänn (naturreservat)
- Humlenäs
- Ishult (naturreservat)
- Krokshult (naturreservat)
- Köksmåla (naturreservat)
- Lämmedal (naturreservat)
- Malghult (naturreservat)
- Misterhults skärgård
- Mörtfors (naturreservat)
- Norra Göten (naturreservat)
- Runnö
- Sjöboviken (naturreservat)
- Skrikebo naturreservat
- Späckemåla (naturreservat)
- Stämsjövägen (naturreservat)
- Storö naturreservat
- Talldungen (naturreservat)
- Tjustgöls naturreservat
- Virbo med Ekö skärgård
- Ängsmossen
- Ölvedal (naturreservat)

## Torsås kommun
- Gullaboås (naturreservat)
- Strömby (naturreservat)
- Örarevet

## Vimmerby kommun
- Kvills naturreservat

## Västerviks kommun
- Bergholmen (naturreservat)
- Bergholmen-Stora Kalvö
- Björkö (naturreservat)
- Blankavikens naturreservat
- Borgbergets  naturreservat
- Djursnäs kase
- Ekhultebergen, del i Kalmar län
- Forsby (naturreservat)
- Gränsö
- Helgerum (naturreservat)
- Hultserum (naturreservat)
- Hulöhamn (naturreservat)
- Kvarntorpet (naturreservat)
- Ljungåsen
- Ljusterö
- Möckelkullen
- Mörtfors (naturreservat)
- Nabbens naturreservat, Västerviks kommun
- Norra Tjust skärgård
- Risebo (naturreservat)
- Rågö (naturreservat)
- Segersgärde (naturreservat)
- Sladö och Äskeskär
- Solidö
- Stjälkhammar (naturreservat)
- Stora Vrången (naturreservat)
- Södra Malmö
- Tolången (naturreservat, Västerviks kommun)
- Trässö
- Tyllinge (naturreservat)
- Tändsticksbergets naturreservat
- Vinäs (naturreservat)
- Vindåsen
- Vinökalv
- Vårum (naturreservat)
- Västra Marströmmen
- Yxnevik (naturreservat)
- Ålhults urskog